# Giorgio Massari

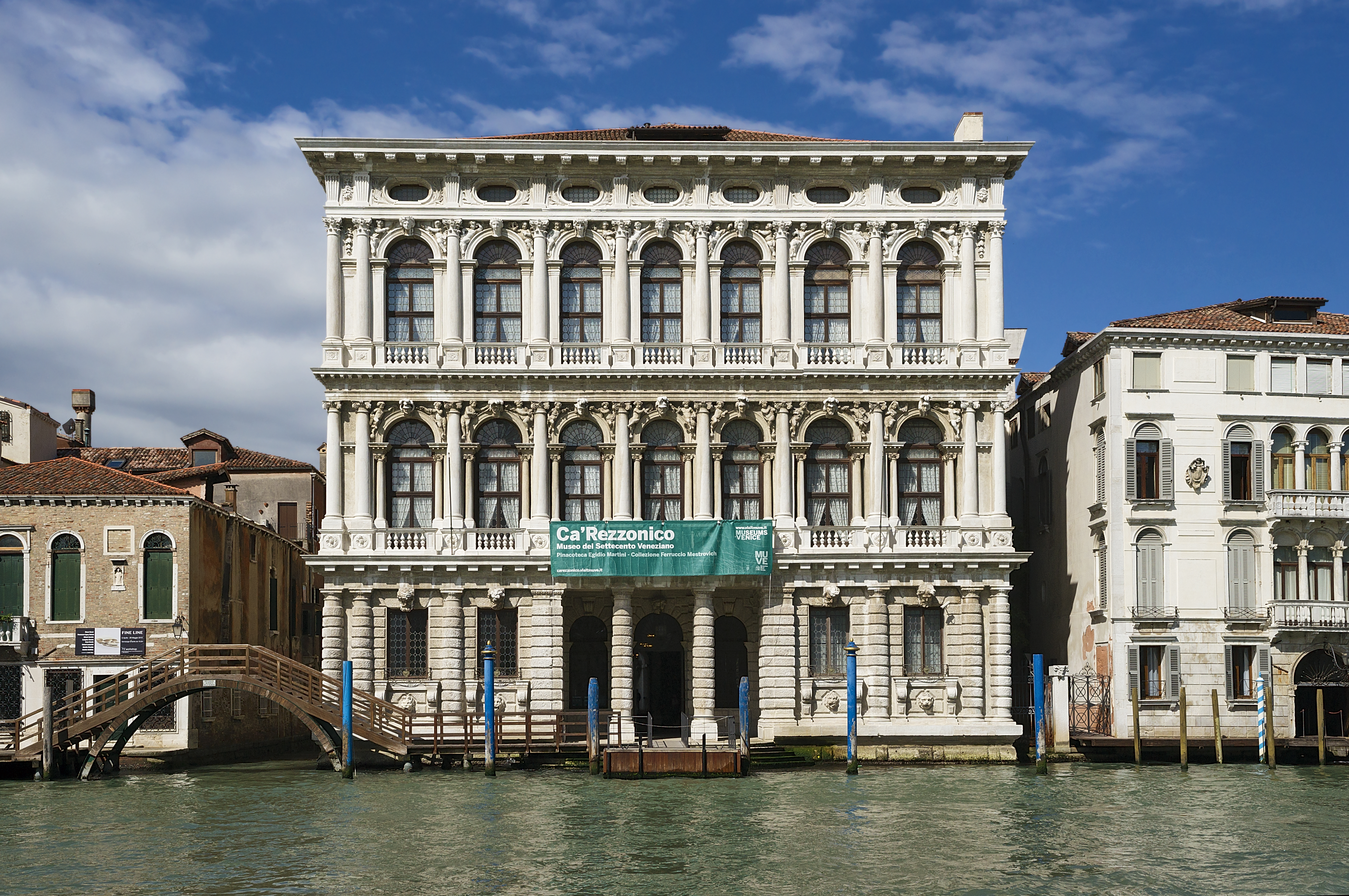
Ca' Rezzonico, no Grande Canal de Veneza

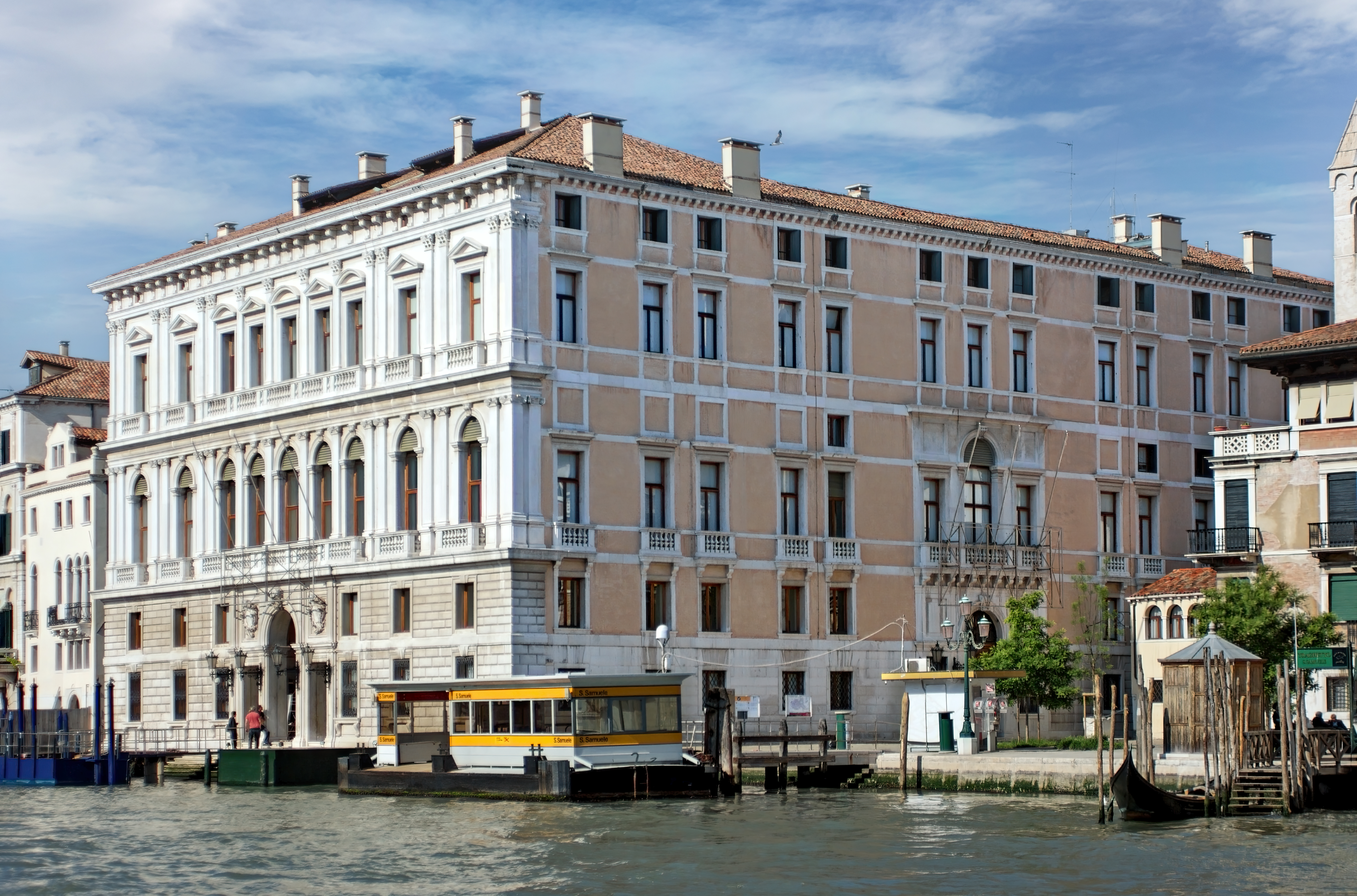
Palazzo Grassi-Stuky

Giorgio Massari (1687 – 1766) foi um proeminente arquiteto do barroco tardio de Veneza. Suas obras principais foram a igreja de Gesuati (1726-43) e o Palazzo Grassi-Stuky (1749). Mais tarde executou uma tradicional e elegante fachada para um palácio no Grande Canal, o Ca' Rezzonico, iniciado por Baldassarre Longhena, com ritmos barrocos e variações que acompanham as enseadas.